# فاستر (فیلم)
فاستر (به انگلیسی: Foster) یک فیلم کمدی درام بریتانیایی محصول سال ۲۰۱۱ به کارگردانی و نویسندگی جاناتان نیومن است. در این فیلم بازیگرانی همچون تونی کولت، یوان گریفید، هیلی میل، ریچارد ای گرانت، ان رید و دیزی بامونت ایفای نقش کرده‌اند.